# Fed Cup 2016 Zona Americana Gruppo II - Pool B
Il Pool B della Zona Americana Gruppo II nella Fed Cup 2016 è uno dei due pool (gironi) in cui è suddiviso il Gruppo II della zona Americana. (vedi anche Pool A)
|   | Pool B                | Porto Rico (bandiera) | Guatemala (bandiera) | Uruguay (bandiera) | Rep. Dominicana (bandiera) | Bahamas (bandiera) |
| 1 | Porto Rico (4-0)      |                       | 2-1                  | 2-1                | 3-0                        | 3-0                |
| 2 | Guatemala (3-1)       | 1-2                   |                      | 2-1                | 3-0                        | 3-0                |
| 3 | Uruguay (2-2)         | 1-2                   | 1-2                  |                    | 3-0                        | 2-1                |
| 4 | Rep. Dominicana (1-3) | 0-3                   | 0-3                  | 0-3                |                            | 2-1                |
| 5 | Bahamas (0-4)         | 0-3                   | 0-3                  | 1-2                | 1-2                        |                    |

## Primo giorno
| Rep. Dominicana 0 | Centro de Tenis Honda, Bayamón, Porto Rico 1º febbraio 2016 Cemento (outdoor) | Centro de Tenis Honda, Bayamón, Porto Rico 1º febbraio 2016 Cemento (outdoor)           | Uruguay 3 |     |   |  |
| \| \| \| \| 1 \| 2 \| 3 \| \| \| - \| \| --------------------------------------------------------------------------------------- \| --- \| --- \| - \| \| \| 1 \| \| Penélope Abreu Florencia Rossi \| 1 6 \| 0 6 \| \| \| \| 2 \| \| Laura Lissette Quezada Martínez Margot Mercier \| 3 6 \| 3 6 \| \| \| \| 3 \| \| Laura Lissette Quezada Martínez / Luisanna Rodríguez Margot Mercier / Fernanda Secinaro \| 3 6 \| 3 6 \| \| \| |                                                                               |                                                                                         |           |     |   |  |
| |                                                                               |                                                                                         | 1         | 2   | 3 |  |
| 1 | Rep. Dominicana (bandiera) · Uruguay (bandiera)                               | Penélope Abreu Florencia Rossi                                                          | 1 6       | 0 6 |   |  |
| 2 | Rep. Dominicana (bandiera) · Uruguay (bandiera)                               | Laura Lissette Quezada Martínez Margot Mercier                                          | 3 6       | 3 6 |   |  |
| 3 | Rep. Dominicana (bandiera) · Uruguay (bandiera)                               | Laura Lissette Quezada Martínez / Luisanna Rodríguez Margot Mercier / Fernanda Secinaro | 3 6       | 3 6 |   |  |

| Guatemala 3 | Centro de Tenis Honda, Bayamón, Porto Rico 1º febbraio 2016 Cemento (outdoor) | Centro de Tenis Honda, Bayamón, Porto Rico 1º febbraio 2016 Cemento (outdoor) | Bahamas 0 |     |   |  |
| \| \| \| \| 1 \| 2 \| 3 \| \| \| - \| \| ----------------------------------------------------------------------- \| --- \| --- \| - \| \| \| 1 \| \| Kirsten-Andrea Weedon Isabel Donaldson \| 6 0 \| 6 0 \| \| \| \| 2 \| \| Melissa Morales Iesha Shepherd \| 6 3 \| 6 1 \| \| \| \| 3 \| \| Melissa Morales / Kirsten-Andrea Weedon Lauryn Daxon / Sierra Donaldson \| 6 0 \| 6 0 \| \| \| |                                                                               |                                                                               |           |     |   |  |
| |                                                                               |                                                                               | 1         | 2   | 3 |  |
| 1 | Guatemala (bandiera) · Bahamas (bandiera)                                     | Kirsten-Andrea Weedon Isabel Donaldson                                        | 6 0       | 6 0 |   |  |
| 2 | Guatemala (bandiera) · Bahamas (bandiera)                                     | Melissa Morales Iesha Shepherd                                                | 6 3       | 6 1 |   |  |
| 3 | Guatemala (bandiera) · Bahamas (bandiera)                                     | Melissa Morales / Kirsten-Andrea Weedon Lauryn Daxon / Sierra Donaldson       | 6 0       | 6 0 |   |  |

## Secondo giorno
| Rep. Dominicana 2 | Centro de Tenis Honda, Bayamón, Porto Rico 2 febbraio 2016 Cemento (outdoor) | Centro de Tenis Honda, Bayamón, Porto Rico 2 febbraio 2016 Cemento (outdoor)           | Bahamas 1 |     |     |  |
| \| \| \| \| 1 \| 2 \| 3 \| \| \| - \| \| -------------------------------------------------------------------------------------- \| ---- \| --- \| --- \| \| \| 1 \| \| Laura Lissette Quezada Martínez Isabel Donaldson \| 6 2 \| 1 6 \| 6 2 \| \| \| 2 \| \| Luisanna Rodríguez Iesha Shepherd \| 1 6 \| 1 6 \| \| \| \| 3 \| \| Laura Lissette Quezada Martínez / Luisanna Rodríguez Isabel Donaldson / Iesha Shepherd \| 7 67 \| 6 2 \| \| \| |                                                                              |                                                                                        |           |     |     |  |
| |                                                                              |                                                                                        | 1         | 2   | 3   |  |
| 1 | Rep. Dominicana (bandiera) · Bahamas (bandiera)                              | Laura Lissette Quezada Martínez Isabel Donaldson                                       | 6 2       | 1 6 | 6 2 |  |
| 2 | Rep. Dominicana (bandiera) · Bahamas (bandiera)                              | Luisanna Rodríguez Iesha Shepherd                                                      | 1 6       | 1 6 |     |  |
| 3 | Rep. Dominicana (bandiera) · Bahamas (bandiera)                              | Laura Lissette Quezada Martínez / Luisanna Rodríguez Isabel Donaldson / Iesha Shepherd | 7 67      | 6 2 |     |  |

| Porto Rico 2 | Centro de Tenis Honda, Bayamón, Porto Rico 2 febbraio 2016 Cemento (outdoor) | Centro de Tenis Honda, Bayamón, Porto Rico 2 febbraio 2016 Cemento (outdoor) | Guatemala 1 |     |     |  |
| \| \| \| \| 1 \| 2 \| 3 \| \| \| - \| \| ----------------------------------------------------------------------- \| --- \| --- \| --- \| \| \| 1 \| \| Ana Sofía Cordero Kirsten-Andrea Weedon \| 7 5 \| 3 6 \| 1 6 \| \| \| 2 \| \| Mónica Puig Melissa Morales \| 6 0 \| 6 1 \| \| \| \| 3 \| \| Ana Sofía Cordero / Mónica Puig Melissa Morales / Kirsten-Andrea Weedon \| 6 4 \| 6 3 \| \| \| |                                                                              |                                                                              |             |     |     |  |
| |                                                                              |                                                                              | 1           | 2   | 3   |  |
| 1 | Porto Rico (bandiera) · Guatemala (bandiera)                                 | Ana Sofía Cordero Kirsten-Andrea Weedon                                      | 7 5         | 3 6 | 1 6 |  |
| 2 | Porto Rico (bandiera) · Guatemala (bandiera)                                 | Mónica Puig Melissa Morales                                                  | 6 0         | 6 1 |     |  |
| 3 | Porto Rico (bandiera) · Guatemala (bandiera)                                 | Ana Sofía Cordero / Mónica Puig Melissa Morales / Kirsten-Andrea Weedon      | 6 4         | 6 3 |     |  |

## Terzo giorno
| Rep. Dominicana 0 | Centro de Tenis Honda, Bayamón, Porto Rico 3 febbraio 2016 Cemento (outdoor) | Centro de Tenis Honda, Bayamón, Porto Rico 3 febbraio 2016 Cemento (outdoor)   | Guatemala 3 |     |   |  |
| \| \| \| \| 1 \| 2 \| 3 \| \| \| - \| \| ------------------------------------------------------------------------------ \| --- \| --- \| - \| \| \| 1 \| \| Penélope Abreu Kirsten-Andrea Weedon \| 0 6 \| 2 6 \| \| \| \| 2 \| \| Laura Lissette Quezada Martínez Melissa Morales \| 1 6 \| 0 6 \| \| \| \| 3 \| \| Penélope Abreu / Laura Lissette Quezada Martínez Rut Galindo / Melissa Morales \| 0 6 \| 0 6 \| \| \| |                                                                              |                                                                                |             |     |   |  |
| |                                                                              |                                                                                | 1           | 2   | 3 |  |
| 1 | Rep. Dominicana (bandiera) · Guatemala (bandiera)                            | Penélope Abreu Kirsten-Andrea Weedon                                           | 0 6         | 2 6 |   |  |
| 2 | Rep. Dominicana (bandiera) · Guatemala (bandiera)                            | Laura Lissette Quezada Martínez Melissa Morales                                | 1 6         | 0 6 |   |  |
| 3 | Rep. Dominicana (bandiera) · Guatemala (bandiera)                            | Penélope Abreu / Laura Lissette Quezada Martínez Rut Galindo / Melissa Morales | 0 6         | 0 6 |   |  |

| Porto Rico 2 | Centro de Tenis Honda, Bayamón, Porto Rico 3 febbraio 2016 Cemento (outdoor) | Centro de Tenis Honda, Bayamón, Porto Rico 3 febbraio 2016 Cemento (outdoor) | Uruguay 1 |     |      |  |
| \| \| \| \| 1 \| 2 \| 3 \| \| \| - \| \| ---------------------------------------------------------------- \| ---- \| --- \| ---- \| \| \| 1 \| \| Ana Sofía Cordero Florencia Rossi \| 1 6 \| 6 3 \| 65 7 \| \| \| 2 \| \| Mónica Puig Margot Mercier \| 6 0 \| 6 0 \| \| \| \| 3 \| \| Ana Sofía Cordero / Mónica Puig Margot Mercier / Florencia Rossi \| 7 63 \| 6 3 \| \| \| |                                                                              |                                                                              |           |     |      |  |
| |                                                                              |                                                                              | 1         | 2   | 3    |  |
| 1 | Porto Rico (bandiera) · Uruguay (bandiera)                                   | Ana Sofía Cordero Florencia Rossi                                            | 1 6       | 6 3 | 65 7 |  |
| 2 | Porto Rico (bandiera) · Uruguay (bandiera)                                   | Mónica Puig Margot Mercier                                                   | 6 0       | 6 0 |      |  |
| 3 | Porto Rico (bandiera) · Uruguay (bandiera)                                   | Ana Sofía Cordero / Mónica Puig Margot Mercier / Florencia Rossi             | 7 63      | 6 3 |      |  |

## Quarto giorno
| Guatemala 2 | Centro de Tenis Honda, Bayamón, Porto Rico 4 febbraio 2016 Cemento (outdoor) | Centro de Tenis Honda, Bayamón, Porto Rico 4 febbraio 2016 Cemento (outdoor) | Uruguay 1 |      |      |  |
| \| \| \| \| 1 \| 2 \| 3 \| \| \| - \| \| ------------------------------------------------------------------------ \| --- \| ---- \| ---- \| \| \| 1 \| \| Kirsten-Andrea Weedon Florencia Rossi \| 7 5 \| 63 7 \| 65 7 \| \| \| 2 \| \| Melissa Morales Margot Mercier \| 6 2 \| 6 2 \| \| \| \| 3 \| \| Melissa Morales / Kirsten-Andrea Weedon Margot Mercier / Florencia Rossi \| 6 1 \| 6 4 \| \| \| |                                                                              |                                                                              |           |      |      |  |
| |                                                                              |                                                                              | 1         | 2    | 3    |  |
| 1 | Guatemala (bandiera) · Uruguay (bandiera)                                    | Kirsten-Andrea Weedon Florencia Rossi                                        | 7 5       | 63 7 | 65 7 |  |
| 2 | Guatemala (bandiera) · Uruguay (bandiera)                                    | Melissa Morales Margot Mercier                                               | 6 2       | 6 2  |      |  |
| 3 | Guatemala (bandiera) · Uruguay (bandiera)                                    | Melissa Morales / Kirsten-Andrea Weedon Margot Mercier / Florencia Rossi     | 6 1       | 6 4  |      |  |

| Porto Rico 3 | Centro de Tenis Honda, Bayamón, Porto Rico 4 febbraio 2016 Cemento (outdoor) | Centro de Tenis Honda, Bayamón, Porto Rico 4 febbraio 2016 Cemento (outdoor) | Bahamas 0 |     |   |  |
| \| \| \| \| 1 \| 2 \| 3 \| \| \| - \| \| ------------------------------------------------------------------- \| --- \| --- \| - \| \| \| 1 \| \| Julieanne Bou Isabel Donaldson \| 6 0 \| 6 1 \| \| \| \| 2 \| \| Mónica Puig Iesha Shepherd \| 6 0 \| 6 0 \| \| \| \| 3 \| \| Julieanne Bou / Ana Sofía Cordero Isabel Donaldson / Iesha Shepherd \| 6 4 \| 6 1 \| \| \| |                                                                              |                                                                              |           |     |   |  |
| |                                                                              |                                                                              | 1         | 2   | 3 |  |
| 1 | Porto Rico (bandiera) · Bahamas (bandiera)                                   | Julieanne Bou Isabel Donaldson                                               | 6 0       | 6 1 |   |  |
| 2 | Porto Rico (bandiera) · Bahamas (bandiera)                                   | Mónica Puig Iesha Shepherd                                                   | 6 0       | 6 0 |   |  |
| 3 | Porto Rico (bandiera) · Bahamas (bandiera)                                   | Julieanne Bou / Ana Sofía Cordero Isabel Donaldson / Iesha Shepherd          | 6 4       | 6 1 |   |  |

## Quinto giorno
| Porto Rico 3 | Centro de Tenis Honda, Bayamón, Porto Rico 5 febbraio 2016 Cemento (outdoor) | Centro de Tenis Honda, Bayamón, Porto Rico 5 febbraio 2016 Cemento (outdoor) | Rep. Dominicana 0 |     |   |  |
| \| \| \| \| 1 \| 2 \| 3 \| \| \| - \| \| ------------------------------------------------------------------- \| --- \| --- \| - \| \| \| 1 \| \| Julieanne Bou Penélope Abreu \| 6 3 \| 6 0 \| \| \| \| 2 \| \| Mónica Puig Luisanna Rodríguez \| 6 0 \| 6 1 \| \| \| \| 3 \| \| Ana Sofía Cordero / Mónica Puig Penélope Abreu / Luisanna Rodríguez \| 6 1 \| 6 1 \| \| \| |                                                                              |                                                                              |                   |     |   |  |
| |                                                                              |                                                                              | 1                 | 2   | 3 |  |
| 1 | Porto Rico (bandiera) · Rep. Dominicana (bandiera)                           | Julieanne Bou Penélope Abreu                                                 | 6 3               | 6 0 |   |  |
| 2 | Porto Rico (bandiera) · Rep. Dominicana (bandiera)                           | Mónica Puig Luisanna Rodríguez                                               | 6 0               | 6 1 |   |  |
| 3 | Porto Rico (bandiera) · Rep. Dominicana (bandiera)                           | Ana Sofía Cordero / Mónica Puig Penélope Abreu / Luisanna Rodríguez          | 6 1               | 6 1 |   |  |

| Bahamas 1 | Centro de Tenis Honda, Bayamón, Porto Rico 5 febbraio 2016 Cemento (outdoor) | Centro de Tenis Honda, Bayamón, Porto Rico 5 febbraio 2016 Cemento (outdoor) | Uruguay 2 |      |   |  |
| \| \| \| \| 1 \| 2 \| 3 \| \| \| - \| \| -------------------------------------------------------------- \| --- \| ---- \| - \| \| \| 1 \| \| Isabel Donaldson Fernanda Secinaro \| 6 1 \| 7 65 \| \| \| \| 2 \| \| Iesha Shepherd Florencia Rossi \| 2 6 \| 1 6 \| \| \| \| 3 \| \| Lauryn Daxon / Iesha Shepherd Margot Mercier / Florencia Rossi \| 4 6 \| 1 6 \| \| \| |                                                                              |                                                                              |           |      |   |  |
| |                                                                              |                                                                              | 1         | 2    | 3 |  |
| 1 | Bahamas (bandiera) · Uruguay (bandiera)                                      | Isabel Donaldson Fernanda Secinaro                                           | 6 1       | 7 65 |   |  |
| 2 | Bahamas (bandiera) · Uruguay (bandiera)                                      | Iesha Shepherd Florencia Rossi                                               | 2 6       | 1 6  |   |  |
| 3 | Bahamas (bandiera) · Uruguay (bandiera)                                      | Lauryn Daxon / Iesha Shepherd Margot Mercier / Florencia Rossi               | 4 6       | 1 6  |   |  |

## Verdetti
- Porto Rico ammessa allo spareggio promozione contro la prima del Pool B.